# ГЕС Яйце І
ГЕС Яйце I — гідроелектростанція у центральній частині Боснії і Герцеговини.
Для її спорудження використали перепад висот між річкою Врбас (права притока Сави) та Великим Пливським озером, що знаходиться на річці Плива (ліва притока Врбасу). Загальний об'єм згаданого резервуара 24 млн м3, корисний — 4,2 млн м3. Від озера до машинного залу, розташованого на південній околиці міста Яйце, веде дериваційний тунель довжиною 5,7 км із діаметром 5,4 метра. Зал обладнаний двома турбінами типу «Френсіс» одиничною потужністю 30 МВт. При максимальному напорі у 98,6 метра це забезпечує виробництво 221 млн кВт·год на рік.
Видача продукції відбувається по ЛЕП, що працює під напругою 110 кВ.
На початку 1990-х ГЕС отримала серйозні пошкодження під час бойових дій Боснійської війни внаслідок пожежі та затоплення машинного залу.